# Cosmoconus arcuatus
Cosmoconus arcuatus là một loài tò vò trong họ Ichneumonidae.